# Bujar Nishani
Bujar Faik Nishani (ur. 29 września 1966 w Durrësie, zm. 28 maja 2022) – albański polityk, wykładowca i urzędnik państwowy, deputowany, minister spraw wewnętrznych oraz sprawiedliwości, w latach 2012–2017 prezydent Albanii.

## Życiorys
W 1988 ukończył studia w akademii wojskowej Akademia Ushtarake „Skënderbej” w Tiranie. Odbył studia podyplomowe z zarządzania w obronności w Stanach Zjednoczonych (1996). Został też absolwentem prawa na Uniwersytecie Tirańskim (2004), na tej samej uczelni w 2005 uzyskał magisterium z europeistyki. Od 1988 przez pięć lat był wykładowcą na macierzystej akademii wojskowej.
W 1991 wstąpił do Demokratycznej Partii Albanii. W 1993 został dyrektorem do spraw stosunków zagranicznych w ministerstwie obrony, a w 1994 stanął na czele departamentu do spraw kontaktów z NATO w ministerstwie spraw zagranicznych. W 1996 dołączył do gabinetu politycznego ministra obrony. W 1997 jego ugrupowanie utraciło władzę, został wówczas przewodniczącym organizacji pozarządowej działającej na rzecz integracji Albanii z NATO. W 2001 stanął na czele stołecznych struktur demokratów, później dołączył do centralnych władz ugrupowania. W 2003 wszedł w skład rady miejskiej Tirany. W wyborach w 2005 i 2009 uzyskiwał mandat deputowanego do Zgromadzenia Albanii.
Był członkiem rządów Salego Berishy. Od marca 2007 do września 2009 sprawował urząd ministra spraw wewnętrznych. Od września 2009 do kwietnia 2011 pełnił funkcję ministra sprawiedliwości. W kwietniu 2011 ponownie stanął na czele resortu spraw wewnętrznych. W lipcu 2012 upływała kadencja prezydenta Bamira Topiego. Główne ugrupowania (rządzący demokraci i opozycyjni socjaliści) nie byli w stanie dojść do porozumienia. W pierwszych trzech turach (z 30 maja, 4 czerwca i 8 czerwca 2012) nie przeprowadzono głosowania nad żadnym kandydatem (wymagana była wówczas większość 84 głosów w parlamencie). Demokratyczna Partia Albanii wysunęła wówczas kandydaturę Bujara Nishaniego. 11 czerwca 2012 parlament w czwartej turze (w której wystarczyła zwykła większość) wybrał go na urząd prezydenta Albanii. W głosowaniu wzięło udział 76 deputowanych (na 140), a kandydat demokratów otrzymał 73 głosy. W tym samym miesiącu zakończył pełnienie funkcji ministra.
Urząd prezydenta objął 24 lipca 2012. Pierwszą zagraniczną wizytę złożył w tym samym roku w Kosowie. W 2016 podczas przemówienia w Organizacji Narodów Zjednoczonych poparł ratyfikację paryskiego porozumienia klimatycznego, zwiększanie pomocy humanitarnej w miejscach objętych konfliktami zbrojnymi oraz przestrzeganie zobowiązań poszczególnych państw w zakresie bezpieczeństwa. W 2017 uhonorował grupę Albańczyków którzy podczas II wojny światowej ratowali Żydów.
Jego pięcioletnia kadencja upłynęła 24 lipca 2017. Zajmował później stanowisko przewodniczącego rady krajowej Demokratycznej Partii Albanii. Otrzymał tytuły honorowego obywatela Libohovy, Szkodry, Prizrenu i Glogovaca.

## Życie prywatne

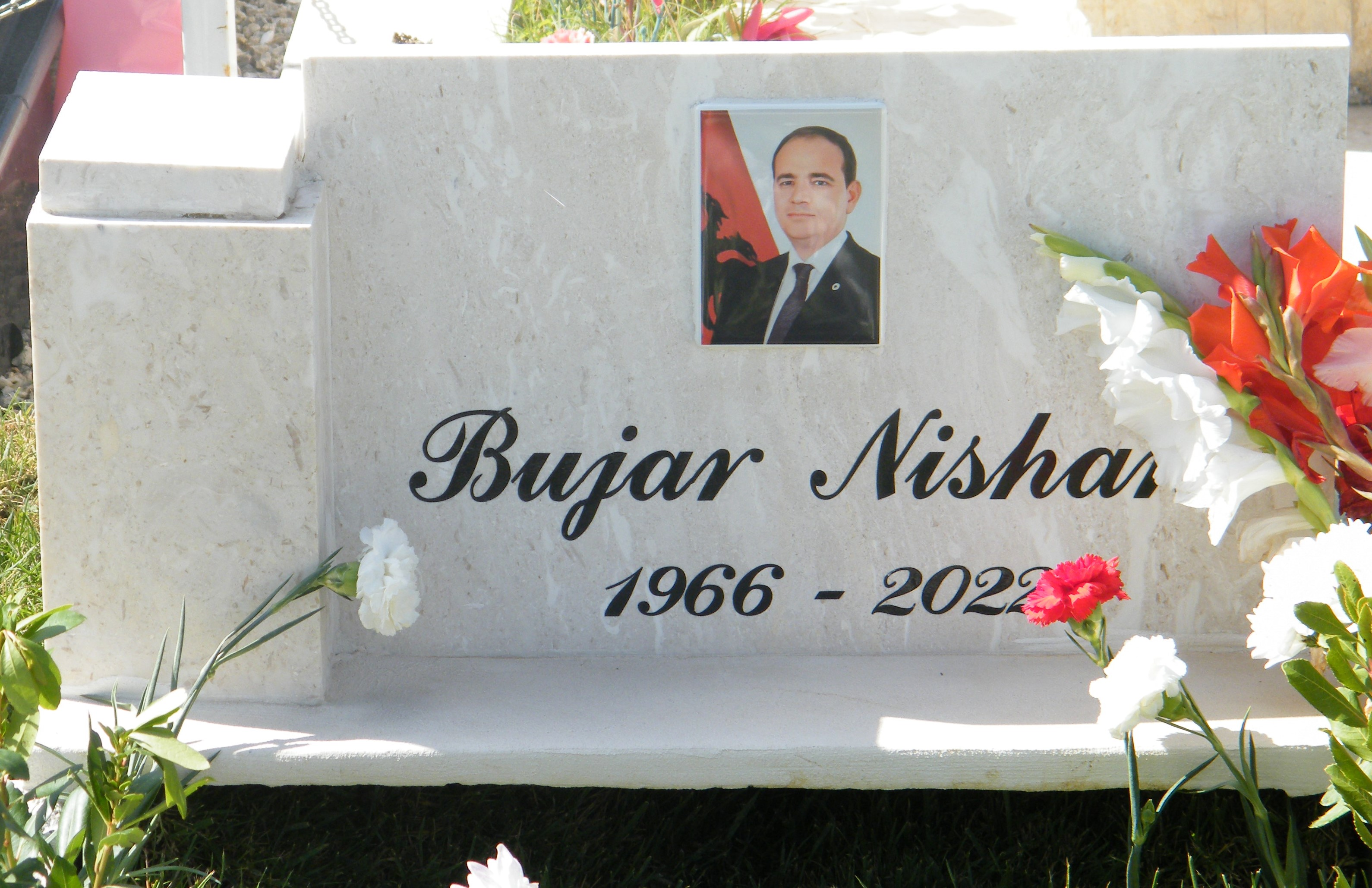
Grób Bujara Nishaniego na cmentarzu w Sharrë w Tiranie

Jego żoną była Odeta Nishani z domu Kosova, z którą miał dwoje dzieci: syna Ersiego i córkę Fionę.
Zmarł 28 maja 2022 w szpitalu w Niemczech w wyniku komplikacji zdrowotnych stanowiących następstwo choroby COVID-19. 2 czerwca ogłoszono dniem żałoby w Albanii.

## Odznaczenia
- Krzyż Wielki Orderu Zasługi Republiki Włoskiej (2014, Włochy)[18]
- Order Stara Płanina (2016, Bułgaria)[19]
- Order Pro Merito Melitensi (2016, Zakon Maltański)[20]
- Order Wolności (2017, Kosowo)[21]